# ダウナーズグローブ (イリノイ州)
ダウナーズグローブ（Downers Grove）は、アメリカ合衆国イリノイ州のデュページ郡にある村。人口は5万0247人（2020年）。シカゴの西35キロメートルに位置している。

## 概要
1864年にシカゴ・バーリントン・アンド・クインシー鉄道の駅ができたことにより駅周辺に街が形成された。1873年に村として法人化した。現在鉄道はBNSF鉄道が所有しているがメトラがユニオン駅行きの通勤列車を運行している。

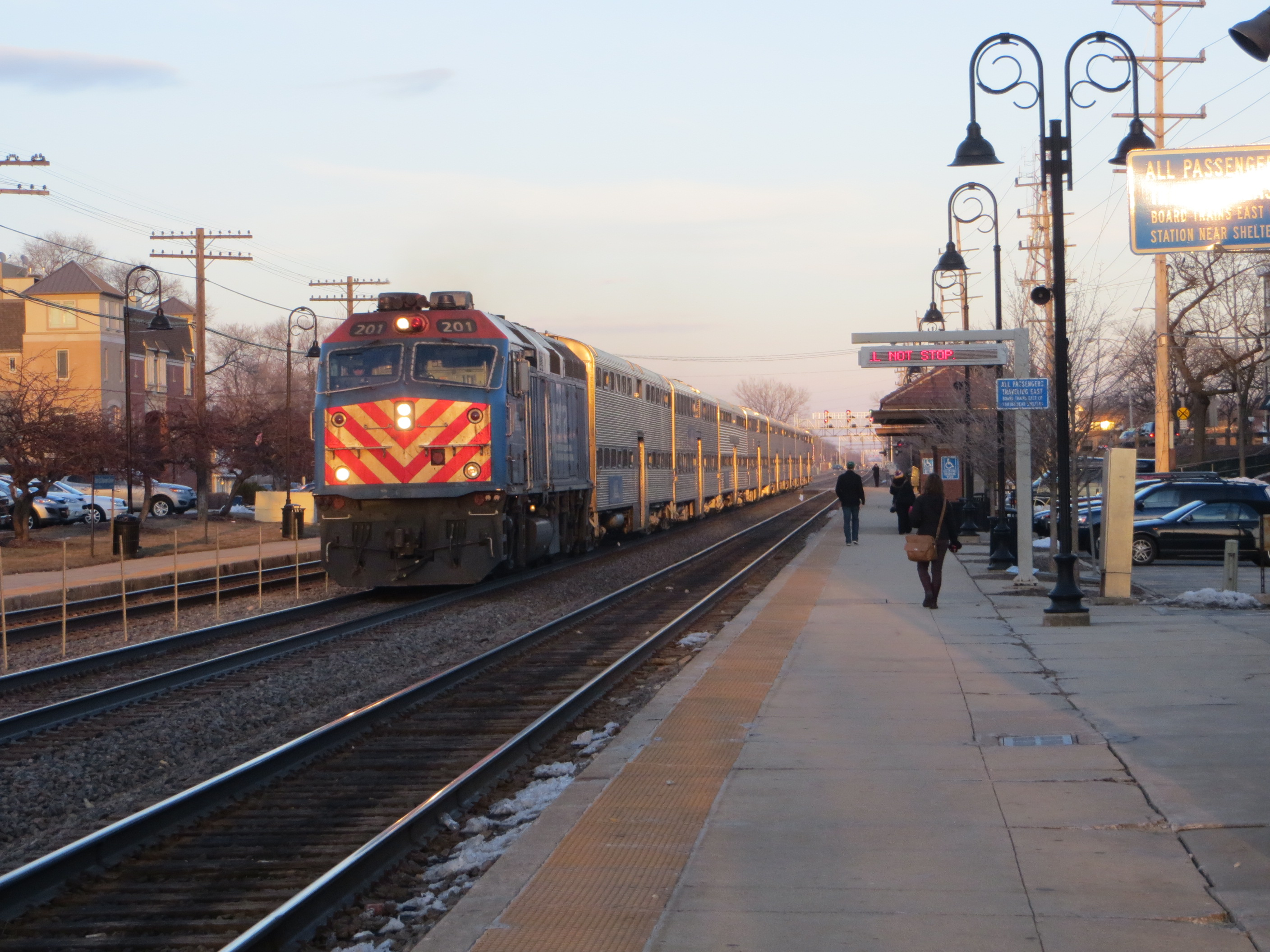
ダウナーズグローブ駅